# Paratrechina dichroa
Paratrechina dichroa är en myrart som beskrevs av Vladimir Aphanasjevich Karavaiev 1933. Paratrechina dichroa ingår i släktet Paratrechina och familjen myror. Inga underarter finns listade i Catalogue of Life.

## Bildgalleri

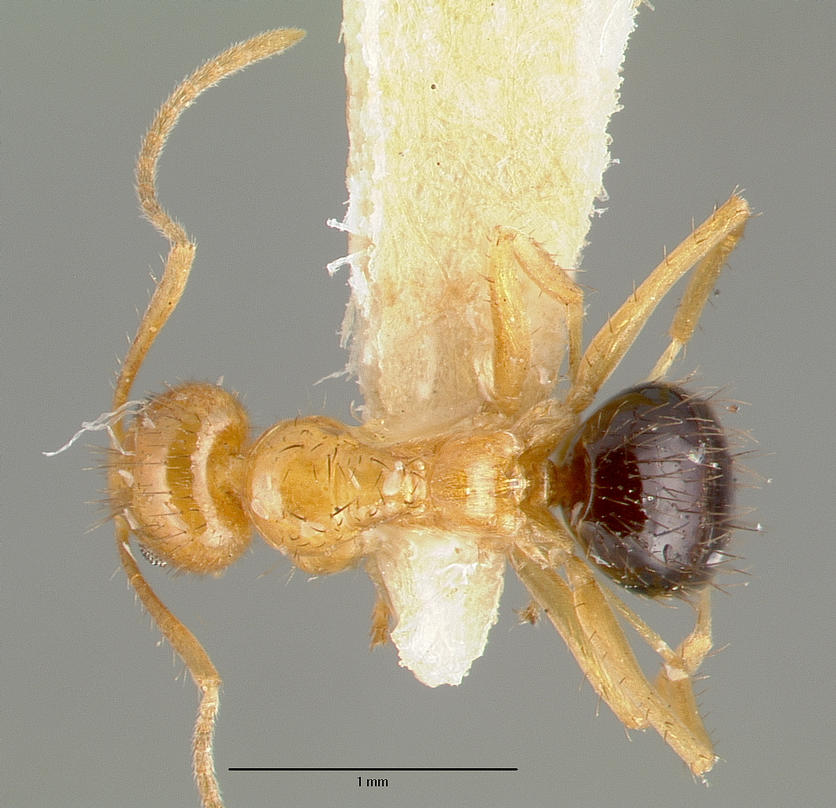
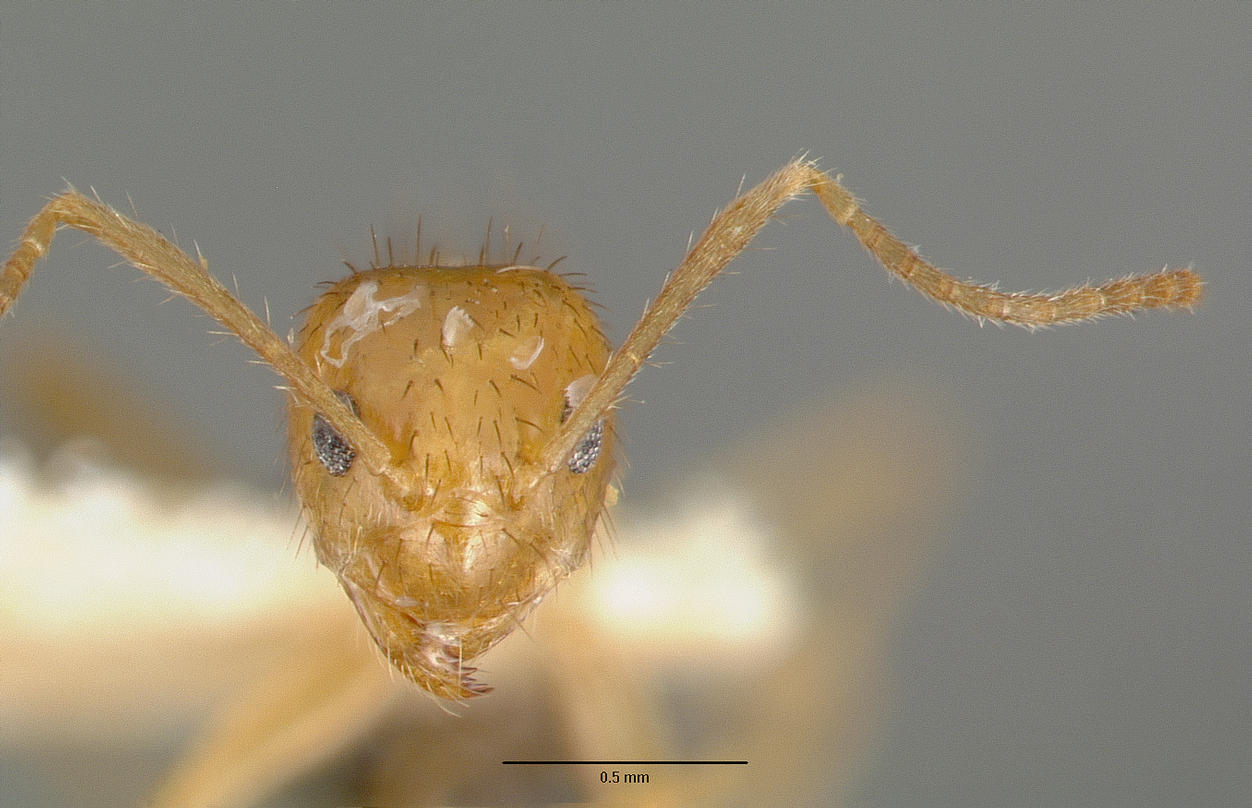
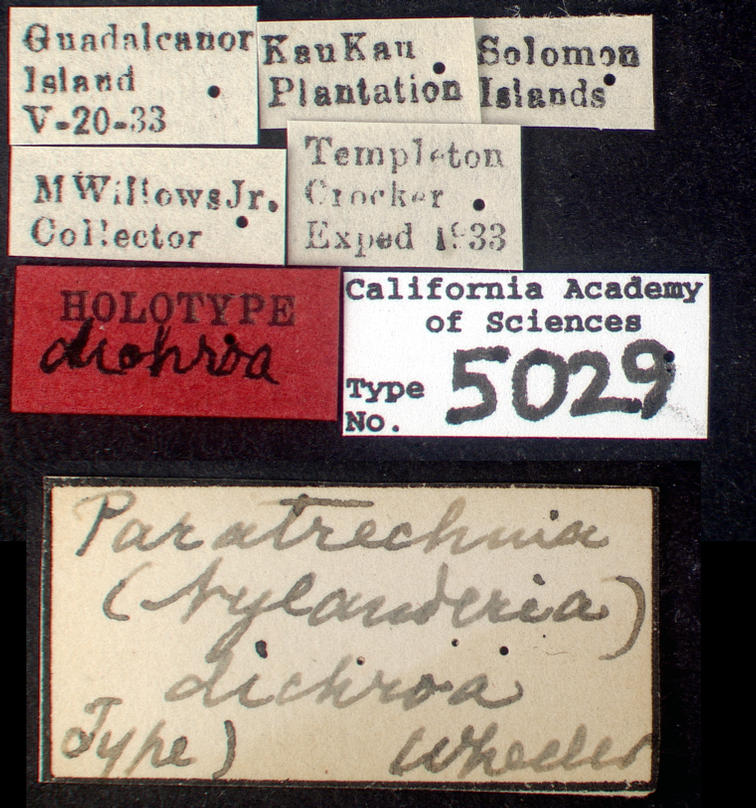
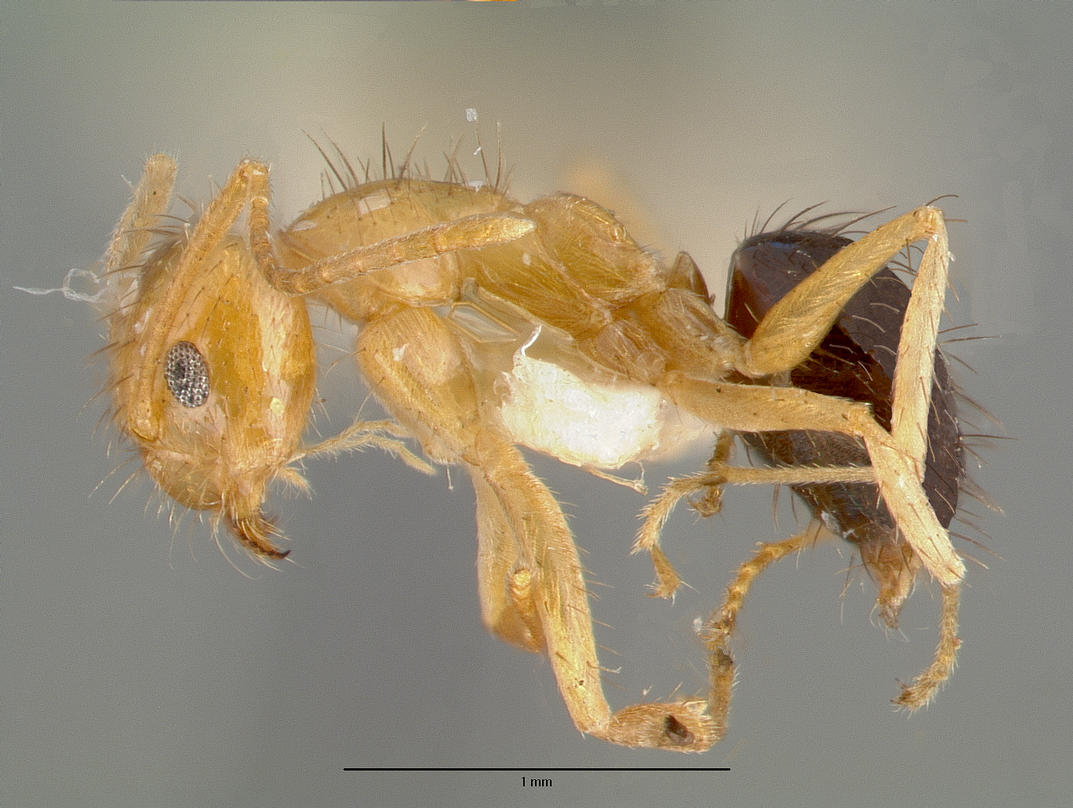